# Stéfanos Doúskos
Stéfanos Doúskos ou Stéfanos Ntoúskos (en grec moderne : Στέφανος Ντούσκος), né le 29 mars 1997 à Ioannina, est un rameur d'aviron grec spécialiste du skiff.

## Biographie
Stéfanos Doúskos remporte son premier titre d'importance lors des Jeux olympiques de 2020 à Tokyo en décrochant la médaille d'or de la spécialité devant le Norvégien Kjetil Borch et le Croate Damir Martin. Il apporte ainsi à la Grèce sa première médaille dans la compétition olympique.
Le Comité olympique hellénique décide en novembre 2023 d'attribuer à Doúskos le rôle de premier relayeur de la flamme olympique de l'édition 2024 après son allumage à Olympie.

## Palmarès

### Jeux olympiques
- 2020 à Tokyo,  Japon
  -  Médaille d'or en skiff

### Championnats d'Europe
- 2022 à Munich,  Allemagne
  -  Médaille d'argent en skiff

### Jeux méditerranéens
- 2018 à Tarragone,  Espagne
  -  Médaille d'or en deux de couple